# Concubinato

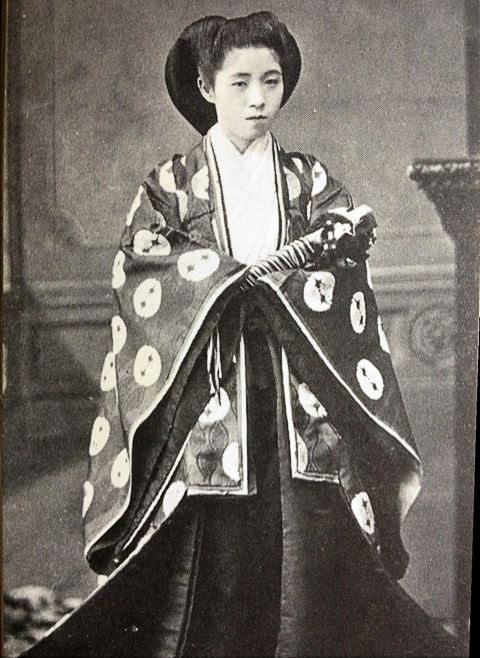
Yanagihara Naruko, concubina del emperador Meiji.

El concubinato es la relación marital de dos personas que no están unidas en vínculo matrimonial. El impedimento a contraer matrimonio generalmente se debe a factores tales como diferencia social, un matrimonio preexistente, impedimentos religiosos o profesionales, una falta de reconocimiento legal, o porque simplemente no quieren casarse porque no lo consideran importante para su relación. 
Históricamente, el concubinato podía ser voluntario (por un arreglo con la mujer y/o con su familia), puesto que ofrecía cierta seguridad económica a la mujer involucrada y permitía uniones prohibidas entre grupos sociales diferenciados. Pero también existe el concubinato involuntario o servil, que involucra frecuentemente la esclavitud sexual de un miembro de la relación, habitualmente la mujer.
En donde tiene un estado legal, como en la antigua Roma y en la antigua China, el concubinato es similar, aunque inferior, al matrimonio. En oposición a esas leyes, las leyes tradicionales del Occidente no le dan un estado legal a las concubinas, pues solo se admiten los matrimonios monógamos, careciendo otros tipos de unión, tradicionalmente, de protección legal.

## Historia

### Antigua Roma
La palabra concubina deriva del latín con (“con”) y cubare (“acostarse”). En los tiempos de la antigua Roma, concubinus era el término que se le daba a una joven que era escogida por su amo como amante y que, al no haber contraido matrimonio, se la consideraba "mujer menos legítima". Así como por el derecho romano no era lícito tener a un tiempo muchas esposas, tampoco se permitía tener juntamente muchas concubinas.
Un soltero podía tomar por concubina a cualquiera de las mujeres que se consideraban de inferior condición y que según las leyes civiles no podían aspirar al honor del matrimonio: tales eran que ganaban su vida mediante su trabajo, las de baja extracción social, las libertas, las condenadas en juicio público y otras semejantes. Muchas veces sucedía que un padre de familia prefería asociarse una concubina antes que tomar nueva esposa, por no exponer a sus hijos a los caprichos de una madrastra y quitarles la esperanza de llevarse ellos solos toda la sucesión. Así es que el emperador Vespasiano, después de la muerte de su mujer, restituyó á su primer estado a Genis, liberta de Antonia y la tomó por su concubina, teniéndole todos los miramientos debidos a una mujer legítima. Este ejemplo fue imitado por los emperadores Antonino Pío y Marco Aurelio, llamado el Filósofo de los cuales el último, habiendo perdido á su mujer, eligió por concubina a la hija del intendente de su casa, ne tot liberis novercam tuparduceret (para no llevar a la madrastra a la muerte con tantos hijos). Este modo de vivir no se consideraba ilícito ni contrario a las costumbres, sino solo como una unión desigual, pues las concubinas estaban privadas de la dignidad y ventajas de que gozaban las mujeres enlazadas por matrimonio, y sus hijos no eran ante la ley sino hijos de la naturaleza, llamados naturales, sin poder heredar más que la sexta parle de los bienes del padre.
A los concubini (plural de concubinus) se les refería frecuentemente de manera irónica en la literatura contemporánea de la época. Gayo Valerio Catulo critica, por ejemplo, en su poema 61/126, el concubinato.
Aun después de la introducción del cristianismo se continuó la costumbre de tomar concubinas, permitiéndola los emperadores cristianos con tanta libertad, que no dieron ninguna ley directa para impedirla. Antes por el contrario Justiniano I llama al concubinato una unión lícita, añadiendo que puede vivirse en él sin ofensa ni menoscabo del pudor, in eaque caste vici posse (y en esa casta pude ganar).   
San Agustín, sin embargo, reprueba las concubinas y el concilio de Trento en la sesión 8.ª amenaza a los concubinarios con el rayo de la excomunión si no mudan de conducta inmediatamente.

### España
En España ha sido costumbre antigua que las leyes civiles toleren la barraganía o concubinato, tanto de legos como de clérigos, debido a la habitualidad de esa práctica en aquellos tiempos. Esta tolerancia se daba siempre que se respetaran ciertos requisitos. Según las Siete Partidas, se trataba de una única mujer, que debía haber sido libre desde su nacimiento para evitar abusos, mayor de 12 años y que no fuera virgen ni pariente en menor de cuarto grado con su concubino, que no podía estar casado. Por otra parte, en el ámbito eclesiástico, esta práctica tan generalizada se condenó repetidamente en concilios, sínodos y asambleas, como por ejemplo los concilios llevados a cabo por Juan de Abbeville en Valladolid, Salamanca y Lérida.
La palabra «barragana» se compone de la voz arábiga barra que significa 'fuera' y de la castellana «gana», de modo que las dos palabras juntas quieren decir «ganancia hecha fuera de legítimo matrimonio» y así los hijos de una barragana se llamaban «hijos de ganancia». Sin embargo, según la RAE, esta palabra deriva del gótico barika que viene de baro y significa 'hombre libre'.
Las personas ilustres, como reyes y nobles, no podían tener como barragnas a mujeres de baja clase social (siervas, libertas, juglares, alcahuetas...) ni a sus hijas, pues, de lo contrario, su descendencia sería considerada como ilegítima. Además, a los gobernadores tan sólo se les permitía este tipo de relación y no el matrimonio en sí, para evitar los matrimonios forzosos.

### Asia
El concubinato fue una práctica formal e institucionalizada en China hasta el siglo XX, que defendía los derechos y obligaciones de las concubinas. Una concubina podía ser de origen libre o esclavo y su experiencia podía variar enormemente según el capricho de su amo y las costumbres de la época. Por ejemplo, durante la dinastía Quing las concubinas imperiales eran, mayormente, de origen manchurio y mongol, excluyéndose de la institución a la etnia Han dominante; sin embargo, durante las conquistas mongolas, tanto la realeza extranjera como las mujeres capturadas eran tomadas como concubinas.
El concubinato también era común en el Japón Meiji como símbolo de estatus y en la sociedad india, donde la mezcla con diferentes grupos sociales y religiones estaba mal vista y era un tabú y el concubinato podía practicarse con mujeres con las que el matrimonio se consideraba indeseable.

## En la Biblia
En la Biblia (Génesis 16 y 21), Sara, quien no había logrado concebir hasta ese punto, ofrece a Abraham su esclava Agar que le dé un heredero. Ella dio a luz a Ismael. Después de que por un milagro Sara —que se hizo fértil a una edad avanzada— concibiera y diera a luz a Isaac, le demandó a Abraham que echara a Ismael y a Agar al desierto. Abraham aceptó. pero un ángel se encargó de cuidar a Agar e Ismael, evitando que murieran de hambre.
Sobre el rey Salomón, se dice que tuvo "Tuvo 700 esposas oficiales y 300 concubinas" y que amó, además de a la hija de Faraón, a muchas mujeres extranjeras, moabitas, amonitas, edomitas, sidonias e hititas, mujeres de las naciones acerca de las cuales el Señor había advertido a los israelitas: ‘No deben cohabitar con ellas, ni ellas con vosotros, porque ellas ciertamente volverán vuestros corazones hacia sus dioses’. Salomón, sin embargo, se unió a ellas en amor.

## Intentos de categorización
Ha habido académicos que han intentado categorizar las diversas formas de concubinato que se practican en el mundo.
La Enciclopedia Internacional de Antropología (The International Encyclopedia of Anthropology) presenta cuatro formas distintas de concubinato:
- Concubinato real, en el que la política estaba vinculada a la reproducción. Las concubinas se convertían en consortes del gobernante, fomentaban las relaciones diplomáticas y perpetuaban el linaje real. Las concubinas imperiales podían seleccionarse entre la población general o entre los prisioneros de guerra. Ejemplos de ello fueron la China imperial, el Imperio otomano y el sultanato de Kano.
- Concubinato de élite, que ofrecía a los hombres la oportunidad de aumentar su estatus social y satisfacer sus deseos. La mayoría de estos hombres ya tenían esposa. En Asia oriental, esta práctica estaba justificada por el confucianismo. En el mundo musulmán, este concubinato se asemejaba a la esclavitud.
- El concubinato podía ser una forma de relación de derecho consuetudinario que permitía convivir a una pareja que no quería o no deseaba casarse. Esto era frecuente en la Europa medieval y el Asia colonial. En Europa, algunas familias disuadían a los hijos menores de contraer matrimonio para evitar la división de la riqueza familiar entre muchos herederos.
- El concubinato también podía funcionar como una forma de esclavitud sexual de la mujer en un sistema patriarcal. En tales casos, los hijos de la concubina podían llegar a ser permanentemente inferiores a los hijos de la esposa. Algunos ejemplos son la India mogol y Corea de la Dinastía Joseon.

Junius P. Rodríguez da tres patrones culturales de concubinato: Asiático, islámico y europeo.

## Concubinato y esclavitud
En ocasiones, la institución del concubinato se apartó de una cohabitación cuasi marital libre reservándose este tipo de uniones para los esclavos. Este tipo de concubinato se practicó en las culturas patriarcales a lo largo de la historia, liberando en ocasiones a la concubina después de su primer hijo. Según un estudio, este fue el caso en aproximadamente un tercio de las sociedades esclavistas. Aunque incluso entre las sociedades que no requerían legalmente la manumisión de concubinas, esto podía llegar a suceder.
En las sociedades esclavistas, la mayoría de las concubinas eran esclavas, pero no todas. La característica del concubinato que lo hacía atractivo para ciertos hombres era que la concubina dependía del hombre: podía ser vendida o castigada a voluntad del amo. Según Orlando Peterson, las esclavas tomadas como concubinas habrían tenido un mayor nivel de comodidad material que las esclavas utilizadas en la agricultura o en la minería.